# 마쓰다 마사유키
마쓰다 마사유키(松田正之)는 일본의 체신·척무관료, 정치인이다. 남양청장관, 귀족원 남작 의원. 이전의 이름은 사다노스케(定之助)이다.
도쿄부 출신으로 백작 아리마 요리쓰무의 삼남으로 태어났다. 후에 정치인 마쓰다 마사히사의 양자로 입적되었고 마사히사 사후 남작위를 습작하였다.
마사유키는 후작 하치스카 마사하키(후작 하치스카 모치아키의 장남)의 사위이며 외교관 가야 하루노리(가야 쓰네노리의 차남)의 장인이다.